# Kouka
Kouka – miasto w Burkinie Faso, w Prowincji Banwa. Według danych szacunkowych na rok 2007 liczyło 24 935 mieszkańców.